# Нічний дзвінок
Нічний дзвінок (рос. Ночной звонок) — радянський чорно-білий телефільм-драма 1969 року, знятий режисером Валеріаном Квачадзе на Творчому об'єднанні «Екран».

## Сюжет
За однойменним оповіданням Ф. Ф. Кнорре. В основі сюжету — помилкове повідомлення про смерть Варвари Антонівни збирає навколо неї сина, невістку та онука. Вони відчувають почуття глибокої провини, настільки неуважно ставлячись протягом низки років до близької людини.

## У ролях
- Віра Марецька — Варвара Антонівна, бабуся
- Борис Андрєєв — Лаврентій Квашнін
- Віктор Кольцов — Яша
- Маріанна Стриженова — Леокадія, невістка Варвари Антонівни
- Валентина Малявіна — Владя
- Олександр Вількін — Митя
- Олександра Дорохіна — рибалка
- Неллі Лазарева — Надя
- Єлизавета Кузюріна — сусідка
- Ія Маркс — сусідка
- І. Бібілурі — епізод

## Знімальна група
- Режисер — Валеріан Квачадзе
- Сценарист — Федір Кнорре
- Оператор — Дмитро Коржихін
- Композитор — Альфред Шнітке
- Художник — Тетяна Морковкина